# 川内川
川内川（せんだいがわ）は、熊本県最南部、宮崎県南西部および鹿児島県北西部を流れ東シナ海に注ぐ川内川水系の本流で、一級河川である。
九州では筑後川に次ぎ第二の規模を誇る河川で、最上流部は熊本県、上流部は宮崎県に属する。

## 名称の由来
下流部の地名「川内」に由来する。「川内」は古く「千臺」「千代」「千台」「川内」などと書かれたが、語源については諸説がある。
- 昔、ニニギノミコトが「千の台」を作るように命じたという神話からという説。

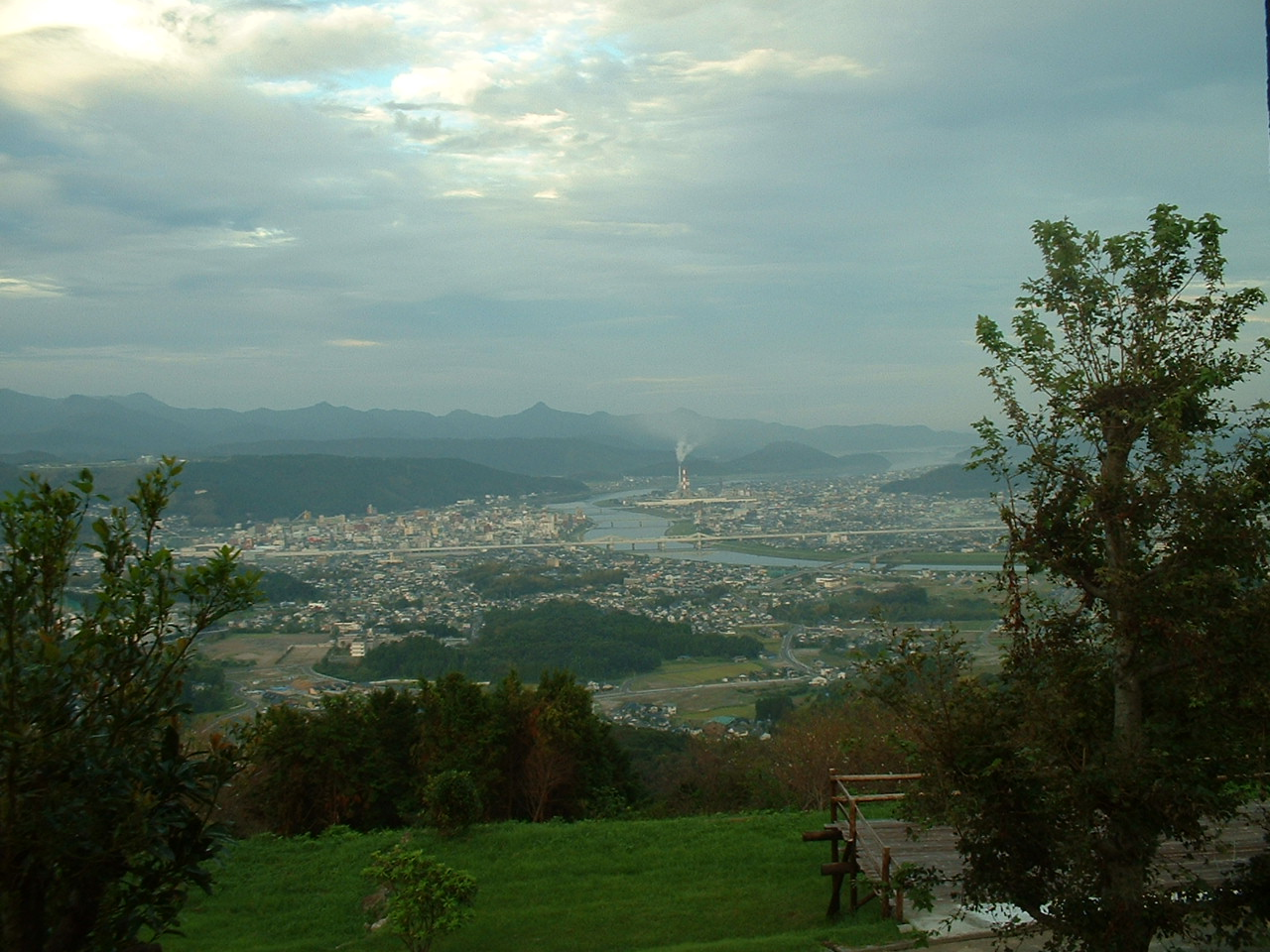
川内川の北側（内側）に薩摩国の国府や国分寺が置かれており、川北を「川内」、川南を「川外」と呼んでいたことに由来するという説。
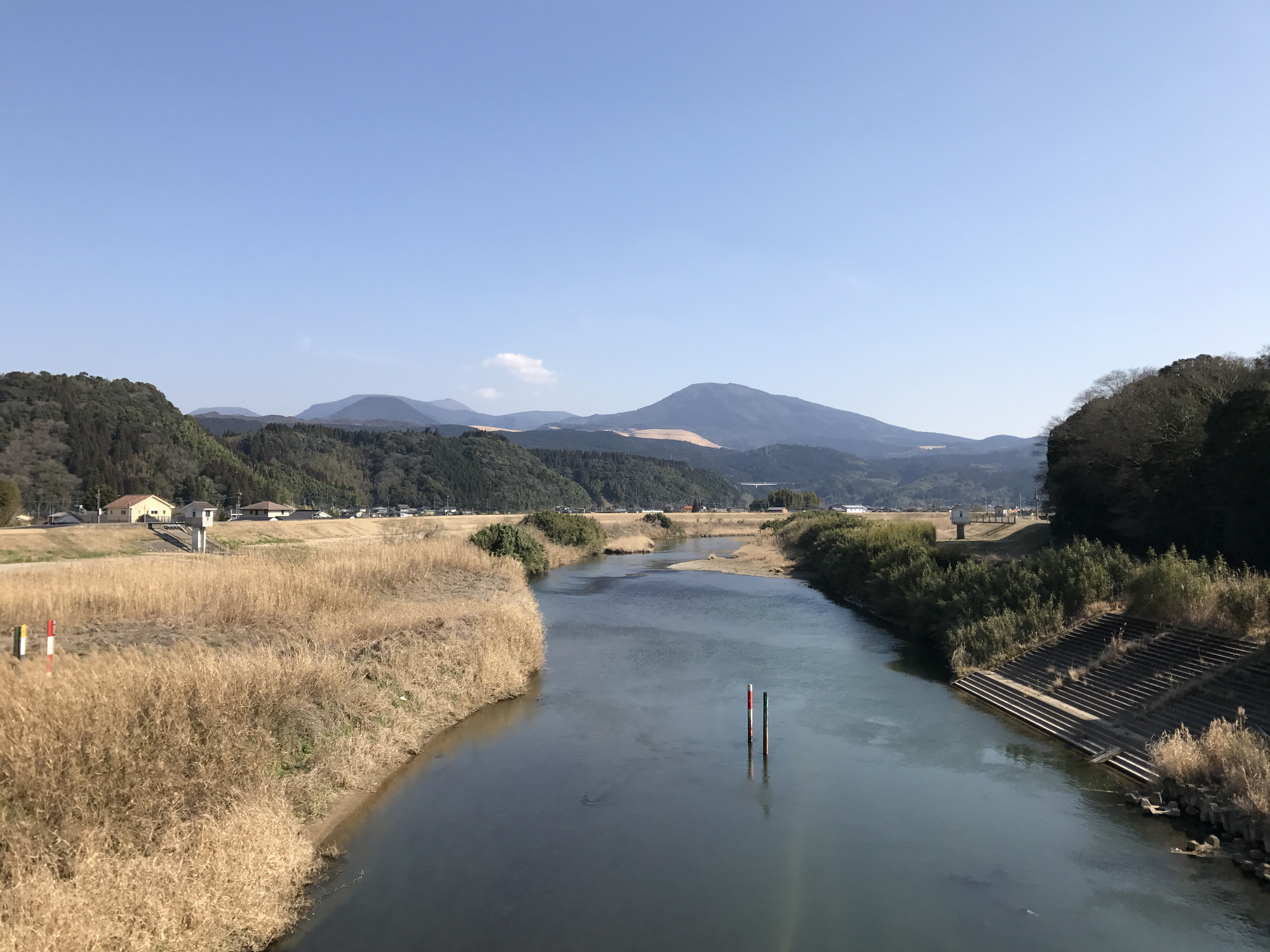
湧水町の吉松橋より下流側を望む

## 地理
九州山地の白髪岳（標高1417m）南麓に発し南流、程なく熊本県から宮崎県に入る。加久藤盆地を西流して鹿児島県に入り一旦南流、湧水町栗野で再び西流して大口盆地を潤す。伊佐市からは概ね南西流、薩摩川内市西方で東シナ海に注ぐ。河口には九州電力川内原子力発電所が立地する。なお、河口にあった火力発電所の川内発電所は2022年（令和4年）4月1日に廃止された。
鹿児島県での流域は県下有数の米作地で、また伊佐市菱刈の菱刈鉱山では金も産出する。
| Clip 川内川の周辺 |

同河川が流れる神子地区の「光に満ちたまちづくり（ホタルとともに）」で、2013年度（平成25年度）には手づくり郷土賞を受賞した。
鹿児島県さつま町二渡地区では初夏に木製の川舟「ホタル舟」が運航されてきたが、ホタルの減少や船頭となる会員の高齢化により2023年シーズンで終了することになった。

## 歴史

### 江戸期
江戸期より加久藤盆地や菱刈平野などでは栽培される稲等の灌漑のために多くの用水路が建設された。宮之城〜鶴田間では上納米運搬のために、開削工事が行われ、菱刈では人工河川が建設されたとされる。
また、河口付近の薩摩郡高江郷高江村（現在の薩摩川内市高江町）では干拓が行われ、延宝7年（1679年）着工、貞享4年（1688年）に竣工した。この干拓工事により、川内川の堤防として建設された「長崎堤防」は治水のために鋸の刃型に構築された。その点が評価され2011年（平成23年）には土木学会選奨土木遺産に指定された。

### 明治期以降
婚礼船の文化が残っていたが、1941年（昭和16年）3月には川内市付近で婚礼船が転覆して新婦の親子ら7人が死亡する事故も発生している。

### 近代における災害と治水

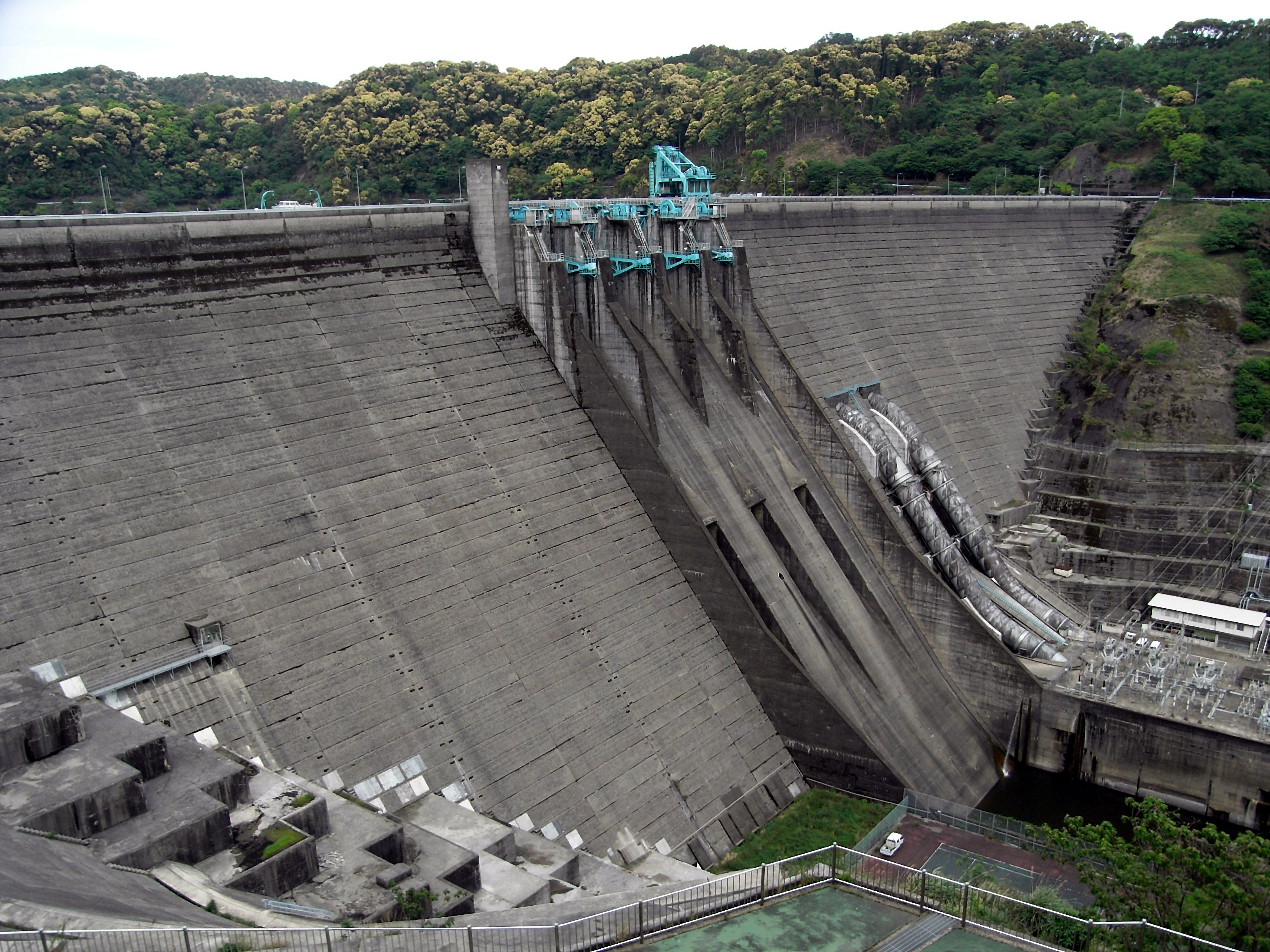
鶴田ダム

中流域に位置する鶴田町に1950年（昭和25年）にダム建設による洪水調節が計画され、調査が行われた。1961年（昭和36年）には本体工事に着工し、1966年（昭和41年）には河口から51Kmの位置に鶴田ダムが竣工した。
流域では川内川の洪水等により、1954年（昭和29年）に鹿児島県薩摩郡東郷町斧渕地区（現在の薩摩川内市東郷町斧渕）、
1969年（昭和44年）には川内市内中心部一帯。、
1972年（昭和47年）には川内市上川内地区（現在の薩摩川内市上川内地区）、宮之城町湯田地区（現在のさつま町湯田地区）、1989年（平成元年）には栗野町木場地区（現在の湧水町木場地区）、1993年（平成5年）には平成5年8月豪雨の影響により川内市向田地区（現在の薩摩川内市向田地区）、1997年（平成9年）にはえびの市向江地区、菱刈町湯之尾地区（現在の伊佐市菱刈）で水害が発生した。
平成18年7月豪雨において川内川流域で洪水が発生し、2,347戸が浸水する大きな被害を受けた。これを受けて2006年（平成18年）度から2010年（平成22年）度までの予定で直轄河川激甚災害対策特別緊急事業（激特事業）が実施されている。さつま町に推込（しごめ）分水路を、曽木の滝に曽木の滝分水路を建設すると共に、各所で狭窄部の掘削、堤防や水門の新設などが行われる。鶴田ダムの洪水対策能力を強化する工事も実施される。費用は総額は356億円とされている。
虎居区で発生した災害復興「大水害からの復興（地域の願いを込めて）」で、平成25年度手づくり郷土賞受賞。	
2021年（令和3年）7月9日から10日かけての大雨では、流域内の各⾬量観測所において平成18年7月豪雨に匹敵する12時間⾬量・24時間⾬量を観測した。この大雨で、伊佐市羽月川右岸で小規模な川側法面の崩壊が発生し、薩摩川内市では向田排水機場のトラブルも重なり、支流などで氾濫が発生した。

## 流域の自治体
熊本県
球磨郡あさぎり町
宮崎県
えびの市
鹿児島県
姶良郡湧水町、伊佐市、薩摩郡さつま町、薩摩川内市

## 主な支流
市町名は流域の自治体。
- 銀杏木川： 薩摩川内市
- 小倉川： 薩摩川内市
- 麦之浦川： 薩摩川内市
- 高城川： 薩摩川内市
- 隈之城川： 薩摩川内市
- 平佐川： 薩摩川内市
- 田海川： 薩摩川内市
- 樋渡川： 薩摩川内市
- 樋脇川： 薩摩川内市
- 山田川： 薩摩川内市
- 穴川： さつま町
- 羽月川： 伊佐市
  - 十曽川
- 綿打川： 湧水町
- 長江川： えびの市

## 主な橋梁
- 狗留孫大橋

- 坂下橋
- 小牧橋（県道407号）
- 麓橋
- 石氷橋（国道268号）
- 前田橋
- 川鶴橋
- 池島大橋
- 加久藤橋
- 新加久藤橋 - 国道268号
- 榎田橋

- 川内川橋（九州自動車道）

- 湯田橋

- 上真幸橋
- 真幸橋（国道447号）
- 下真幸橋
- 亀沢橋
- 鶴丸橋
- 中鶴橋

（吉都線、えびの高原線）
- 吉松橋
- 柿木橋
- 永山橋

（肥薩線）
- 船渡橋（県道102号 木場吉松えびの線）
- 栗野橋（国道268号）
- 勝栗大橋
- 轟橋
- 山下橋
- 鵜泊橋
- 荒瀬橋
- 湯之尾橋（県道53号 菱刈横川線）
- 出口橋
- 鵜木橋
- 森山橋（県道424号 針持菱刈線）
- 荒田天神橋
- 江川橋
- 下手橋
- 下殿橋（国道267号）

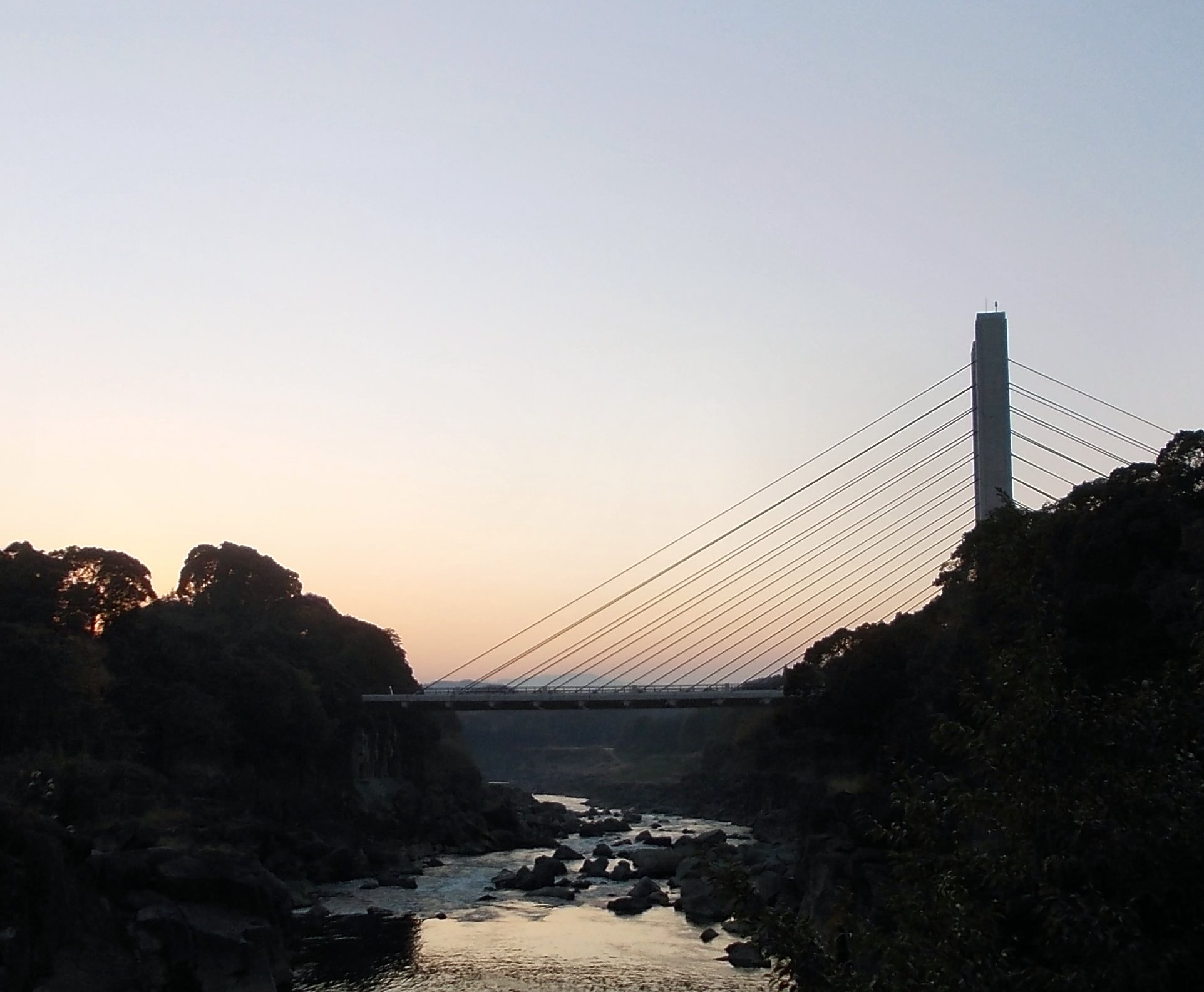
新曽木大橋（伊佐市）

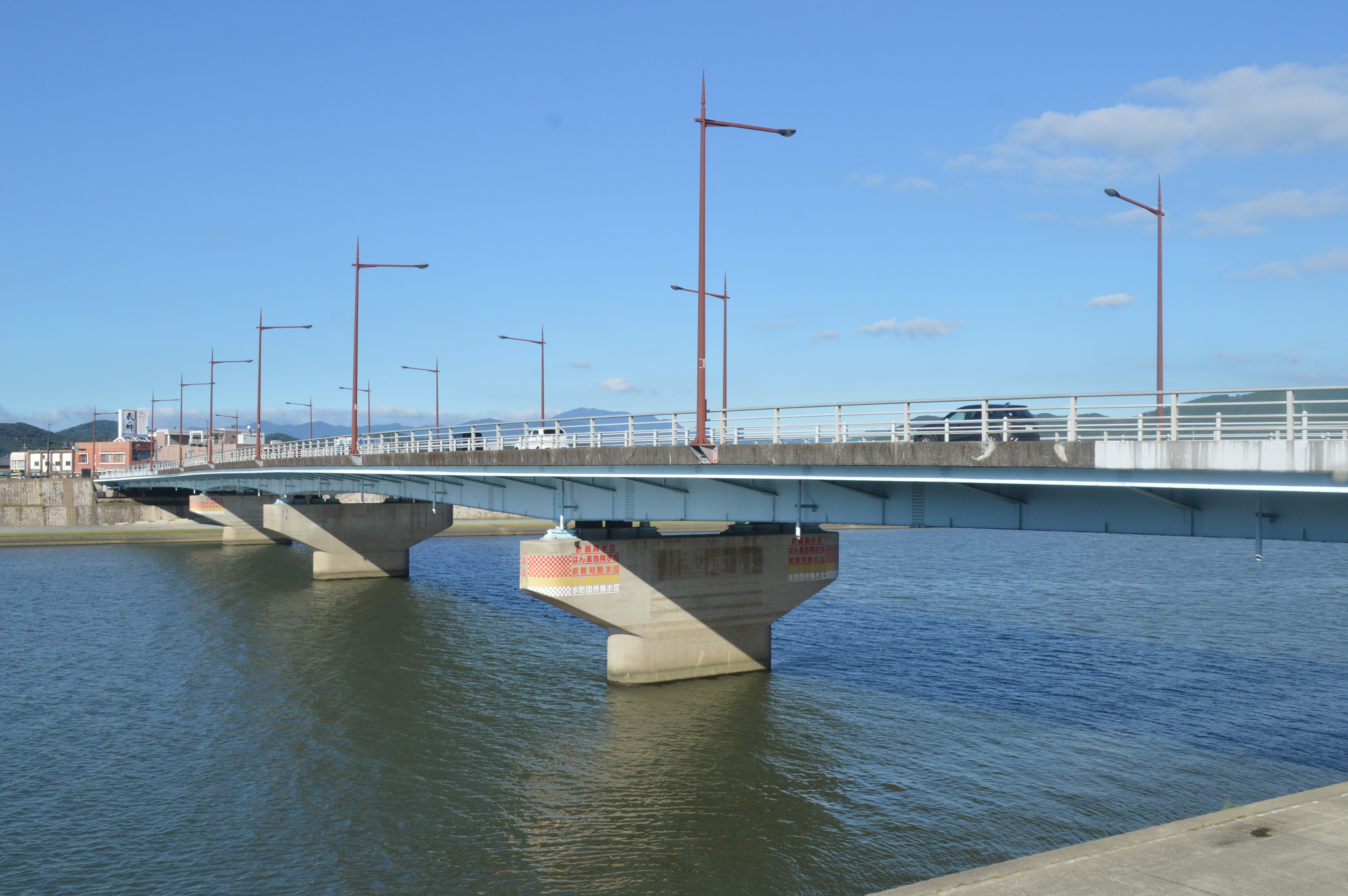
太平橋（薩摩川内市）

- 新曽木大橋（鹿児島県道404号鶴田大口線）

（鶴田ダム）
（川内川第2ダム）
- ホタル大橋（川薩グリーンロード）
- 神子橋（県道397号）
- 新湯田橋（県道399号 鶴田定ノ段線）
- 柏原橋（国道267号）
- とどろ大橋（国道504号）

- 宮都大橋（国道267号）
- 宮之城橋（国道328号）
- 鴛鴦橋
- 山崎大橋（国道267号）

- 山崎橋（県道392号）

- 久住橋（薩摩川内市道）
薩摩川内市久住町と同市東郷町南瀬を結ぶ橋。2006年（平成18年）に発生した平成18年7月豪雨によって橋桁ごと流失したが[15]、国の補助を受けて2010年（平成22年）8月8日に復旧した[16]。
- 倉野橋（鹿児島県道346号山田入来線）
- 東郷橋（鹿児島県道335号市比野東郷線）

- 白浜橋
- 天大橋
- 川内川橋梁（九州新幹線）
- 川内川橋梁（肥薩おれんじ鉄道）

- 太平橋（国道3号）
- 開戸橋
- 川内川大橋（南九州西回り自動車道）
南九州西回り自動車道の薩摩川内水引IC - 薩摩川内高江ICにある橋。薩摩川内市小倉町と同市高江町を結んでおり、周辺には一般道の橋が無く歩行者等は対岸に行くのに10km以上遠回りしなければならない状況となっていることから自動車専用道路に併設して歩行者専用道路（薩摩川内市道）が設置されている[17]
- 川内河口大橋（薩摩川内市道）

## 流域の観光地
- 狗留孫峡

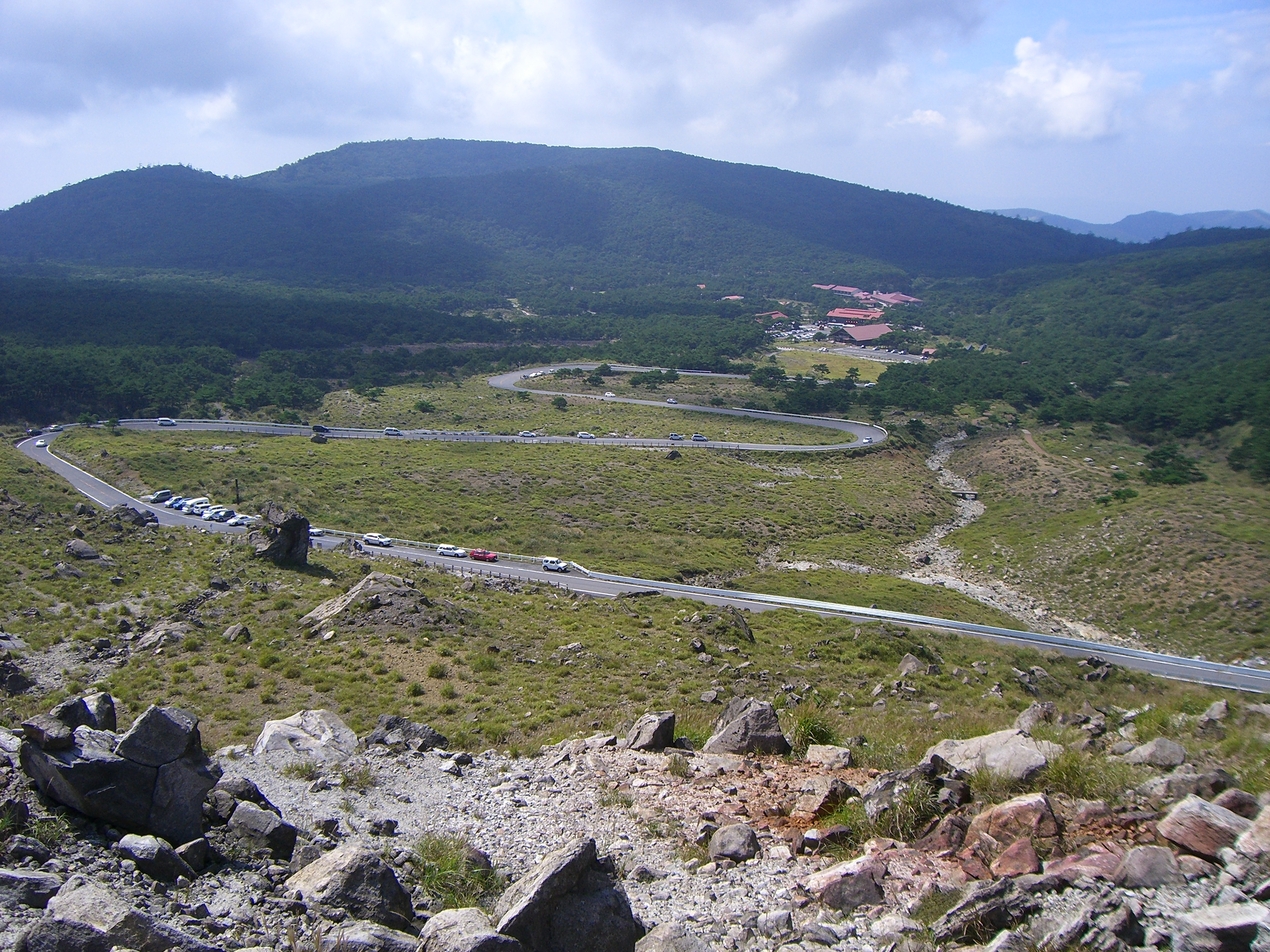
えびの高原
- 京町温泉
- 湯之尾温泉
- 宮之城温泉
- 湯之尾滝
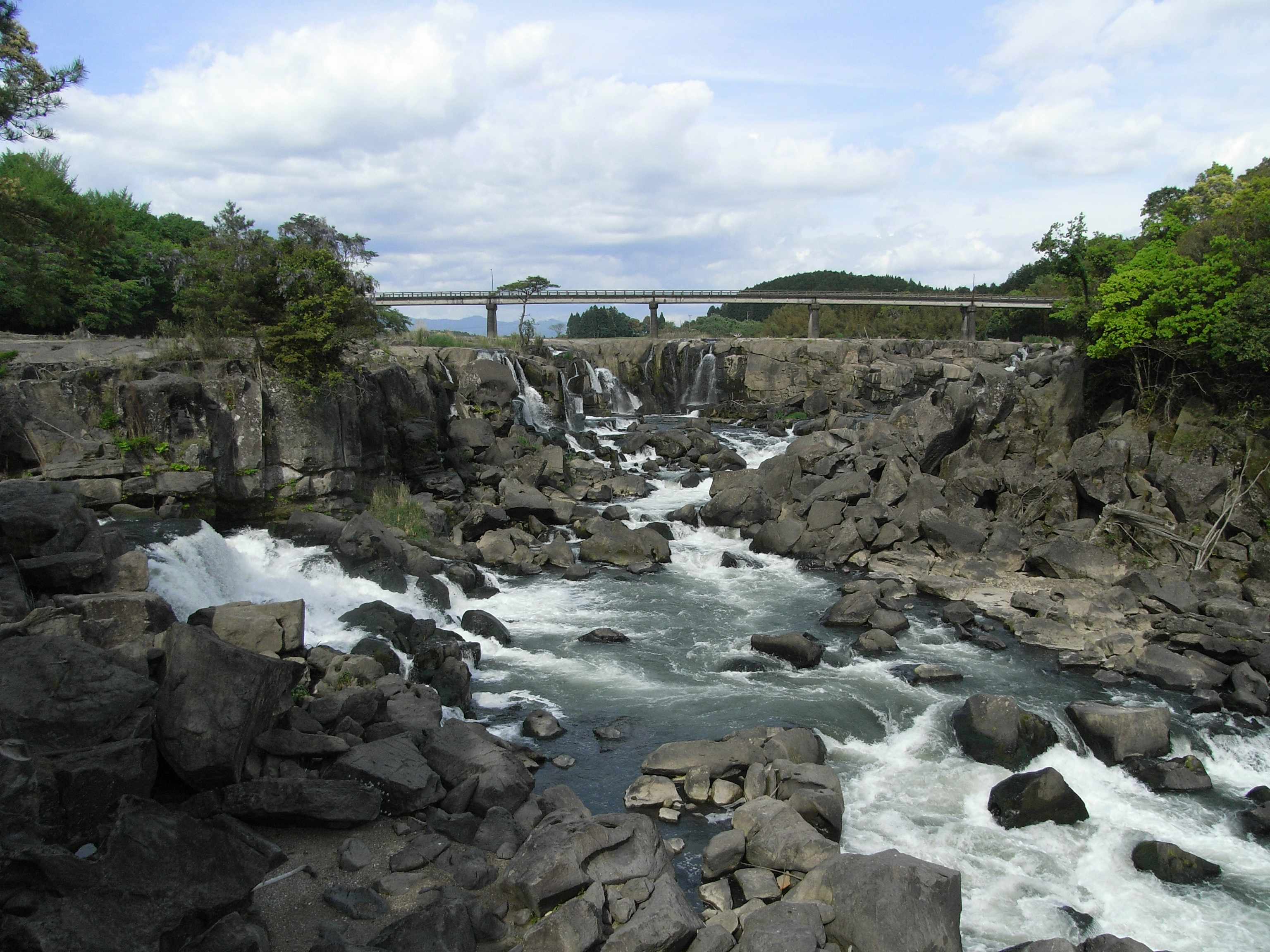
曽木の滝
- 祁答院家住宅
- 北薩広域公園

## 並行する交通

### 鉄道
- JR九州 肥薩線 吉松駅 - 栗野駅間で並行。
- JR九州 吉都線 えびの飯野駅 - 吉松駅間で並行。
- 肥薩おれんじ鉄道 草道駅 - 川内駅間で並行。

かつて中下流域を国鉄山野線及び宮之城線が並行していたが、山野線は1988年、宮之城線は1987年に廃線となった。

### 道路
- 国道221号（飫肥街道）
- 国道267号
- 国道268号
- 九州自動車道
- 宮崎自動車道

## 川内川を名称の由来とするもの
- 川内 (軽巡洋艦) - 川内川を艦名の由来とする大日本帝国海軍の川内型軽巡洋艦の1番艦。1924年就役。
- せんだい (護衛艦) - 川内川を艦名の由来とする海上自衛隊のあぶくま型護衛艦の4番艦。1991年就役。